# روبرت أبيرناثي

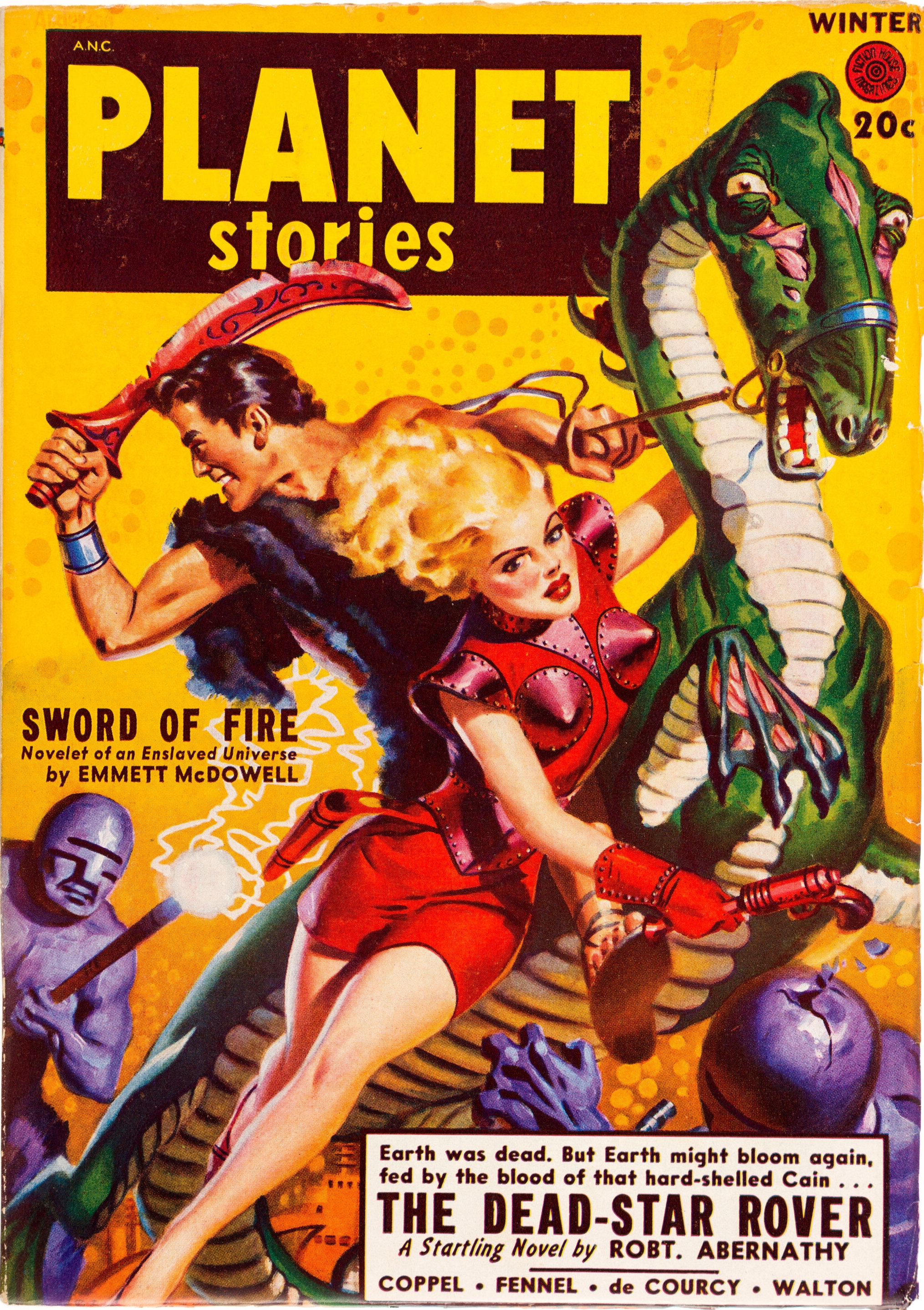
تم عرض غلاف رواية أبيرناثي "The Dead-Star Rover" في شتاء 1949 من مجلة Planet Stories.

روبرت أبيرناثي (بالإنجليزية: Robert Abernathy)‏ (1924–1990) مؤلف لأدب الخيال العلمي الأمريكي خلال الأربعينيات والخمسينات. اشتهر في المقام الأول بقصصه القصيرة التي تم نشرها في العديد من مجلات اللب التي ازدهرت خلال العصر الذهبي للخيال العلمي. أدرجت العديد من قصصه في مختارات (أنثولوجيا) من الخيال العلمي الكلاسيكي مثل كتاب Les Vingt Meilleurs Récits de science-fiction الذي حرره هوبرت لوشر.

## قصص مختارة
- "Peril of the Blue World" في مجلة Planet Stories، شتاء 1942
- "The Canal Builders" في مجلة Astounding، يناير 1945
- "Heritage" (رواية) في مجلة Astounding، يونيو 1947
- "The Dead-Star Rover" في مجلة Planet Stories، شتاء 1949
- "Strange Exodus" في مجلة Planet Stories، خريف 1950
- "The Rotifers" في مجلة if، مارس 1953
- "Axolotl" (تم نشرها أيضا بعنوان "Deep Space") في مجلة F&SF، يناير 1954
- "Heirs Apparent" (رواية) في مجلة F&SF، يونيو 1954
- "Pyramid" (رواية) في مجلة Astounding، يوليو 1954
- "Single Combat" في مجلة F&SF، يناير 1955
- "Junior" في مجلة Galaxy، يناير 1956
- "Grandma's Lie Soap" في مجلة Fantastic Universe، فبراير 1956

## روابط خارجية
- Robert Abernathy  على قاعدة بيانات الخيال التأملي على الإنترنت
- مؤلفات Robert Abernathy في مشروع غوتنبرغ
- أعمال بواسطة أو حول روبرت أبيرناثي في أرشيف الإنترنت
- أعمال روبرت أبيرناثي في ليبري فوكس